# Prêmio Emmy Internacional de melhor documentário esportivo
O Prêmio Emmy Internacional de Melhor Documentário Esportivo (em inglês: International Emmy Award for Best Sports Documentary) é concedido desde 2022 pela Academia Internacional das Artes & Ciências Televisivas (IATAS) durante a cerimônia de gala dos Prêmios Emmy Internacional, realizada na cidade de Nova York.

## Regras
O documentário deve abordar competições esportivas e/ou desportistas e deve ter uma duração mínima de meia hora para televisão. No caso de uma série, são necessários dois (2) episódios para representar a série completa. Pode incluir reconstituições parciais, imagens de arquivo, fotografias, animação, stop-motion ou outras técnicas, desde que o enfoque seja em fatos e não em ficção.

## Vencedores e indicados
|  | Indica o vencedor |

| Ano  | Título                                | País          | Emissora                                        |
| ---- | ------------------------------------- | ------------- | ----------------------------------------------- |
| 2022 | Queen of Speed                        | Reino Unido   | Sky/Drum Studios                                |
| 2022 | Chivas                                | México        | Film 45/Amazon/CobraFilms                       |
| 2022 | Kiyou No Kata                         | Japão         | Kansai Television                               |
| 2022 | Nadia                                 | França        | Federation Entertainment/Echo Studio            |
| 2023 | Harley and Katya                      | Austrália     | Stranger Than Fiction Films                     |
| 2023 | 30 Dias Para Ganar                    | México        | North Films/N+Docs/ViX+                         |
| 2023 | Alexia: Labor Omnia Vincit            | Espanha       | You First Originals                             |
| 2023 | Two Sides                             | África do Sul | T+W/Whisper Cymru                               |
| 2024 | Brawn: The Impossible Formula 1 Story | Reino Unido   | North One Television                            |
| 2024 | Tan Cercas de la Nubes                | México        | N+Docs/Éramos Tantos/Ruta 66 Cine/Filmadora/ViX |
| 2024 | Tour de France                        | França        | Quadbox/Netflix                                 |
| 2024 | WHO I AM Paralympic                   | Japão         | WOWOW Inc /Acrobat Film                         |